# Fontoura Xavier
Fontoura Xavier is een gemeente in de Braziliaanse deelstaat Rio Grande do Sul. De gemeente telt 11.335 inwoners (schatting 2009).